# Dorcadion acutispinum
Dorcadion acutispinum är en skalbaggsart som beskrevs av Victor Ivanovitsch Motschulsky 1860. Dorcadion acutispinum ingår i släktet Dorcadion och familjen långhorningar.
Artens utbredningsområde är Kazakstan. Inga underarter finns listade i Catalogue of Life.